# Lipaugus ater
El cotinga negro (Lipaugus ater), también denominado anambé negro y dorado, es una especie de ave paseriforme de la familia Cotingidae perteneciente al género Lipaugus (antes incluida en Tijuca). Es endémica de la mata atlántica en las partes elevadas de la Serra do Mar en el sureste de Brasil.

## Distribución y hábitat
Se distribuye desde el estado de Río de Janeiro y sur de Minas Gerais hasta el extremo este de São Paulo.
Esta especie es considerada bastante común en su hábitat natural: el estrato medio y el subdosel de bosques montanos húmedos entre 1100 y 1700 m s. n. m. (metros sobre el nivel del mar).

## Descripción
Los machos son muy cantores, y con frecuencia se escucha su fuerte y penetrante silbido. Es una especie con un gran dimorfismo sexual. Excepto por un espejo alar amarillo brillante, en su aspecto exterior los machos son muy similares al macho del mirlo común, mientras que las hembras son mucho menos conspicuas y poseen un color verde oliva. La hembra se asemeja a ambos sexos de la única otra especie del género antes en Tijuca, Lipaugus conditus, pero son de mayor porte, su pico es algo más grueso, y sus plumas remeras son amarillo-verdosas (no grises).

## Estado de conservación
El cotinga negro había sido calificado como casi amenazado por la Unión Internacional para la Conservación de la Naturaleza (IUCN) debido a la extensa pérdida de hábitat en su zona de distribución; sin embargo, es común dentro de los parques nacionales, por ejemplo Serra dos Órgãos e Itatiaia. En 2019 fue re-calificado para preocupación menor y su población estimada entre 20 000 y 50 000 individuos maduros.

## Sistemática

### Descripción original
La especie L. ater fue descrita por primera vez por el naturalista francés André Étienne Justin Pascal Joseph François d'Audebert de Férussac en 1829 bajo el nombre científico Tijuca atra; la localidad tipo es: «Serra do Mar, Río de Janeiro, Brasil.»

### Etimología
El nombre genérico masculino «Lipaugus» deriva del griego «λιπαυγης lipaugēs» que significa ‘oscuro’, ‘abandonado por la luz’; y el nombre de la especie «ater», en latín significa ‘negro’, ‘oscuro’.

### Taxonomía
Los datos genéticos de Ohlson et al. (2007) sugerían que Lipaugus y Tijuca son géneros hermanos; Berv & Prum (2014) encontraron fuertes evidencias que Lipaugus es parafilético en relación con Tijuca, y colocaron Tijuca atra y T. condita dentro del género Lipaugus, bajo los nombres Lipaugus ater y L. conditus. La otra alternativa filogenéticamente aceptable sería separar Lipaugus en pelo menos tres géneros, lo que crearía una confusión taxonómica desnecesaria. De esta forma, colocando atra y condita dentro de Lipaugus, se comunica efectivamente que estas dos distintas especies evolucionaron de un ancestral Lipaugus sexualmente monomórfico. Los estudios de Settlekowki et al. (2020) suministraron nuevas y fuerte evidencias de que las dos especies de Tijuca están embutidas en Lipaugus. Con base en todas las evidencias, el Comité de Clasificación de Sudamérica (SACC) aprobó esta inclusión y la nueva secuencia linear del género Lipaugus; lo que fue seguido por las principales clasificaciones.